# ヴェロネッラ
ヴェロネッラ（イタリア語: Veronella）は、イタリア共和国ヴェネト州ヴェローナ県にある、人口約5,100人の基礎自治体（コムーネ）。

## 地理

### 位置・広がり

#### 隣接コムーネ
隣接するコムーネは以下の通り。
- アルバレード・ダーディジェ
- アルコレ
- ベルフィオーレ
- ボナヴィーゴ
- コローニャ・ヴェーネタ
- ミネルベ
- プレッサーナ
- ジメッラ

### 気候分類・地震分類
気候分類では、zona E, 2427 GGに分類される。
また、イタリアの地震リスク階級 (it) では、zona 3 (sismicità bassa) に分類される。